# 今日から友達になれますか?
『今日から友達になれますか?』（きょうからともだちになれますか）は、フジテレビで2019年4月15日から2020年3月23日まで放送されたバラエティ番組。

## 概要
不器用なせいで友達が少ないというNGT48の中井りかが、ゲストを相手に友達作りに奮闘する“友達作りトークバラエティ”。小籔千豊もMCを務め、中井の友達作りを立会人としてサポートする。

## ゲスト一覧
| 回数            | 放送日         | ゲスト                                                        |
| --------------- | -------------- | ------------------------------------------------------------- |
| 第1回           | 2019年4月15日  | 吉田明世                                                      |
| 第2回           | 2019年4月22日  | 長嶋一茂                                                      |
| 第3回           | 2019年4月29日  | 佐藤仁美                                                      |
| 第4回           | 2019年5月6日   | 登坂淳一                                                      |
| 第5回           | 2019年5月13日  | 丸山桂里奈                                                    |
| 第6回           | 2019年5月20日  | 小手伸也                                                      |
| 第7回           | 2019年5月27日  | 高田延彦                                                      |
| 第8回           | 2019年6月3日   | アンミカ                                                      |
| 第9回           | 2019年6月17日  | 橋本マナミ                                                    |
| 第10回          | 2019年6月24日  | くっきー（野性爆弾）                                          |
| 第11回          | 2019年7月1日   | 武田真治                                                      |
| 第12回          | 2019年7月8日   | 鈴木奈々                                                      |
| 第13回          | 2019年7月15日  | 吉柳咲良 久保田磨希                                           |
| 第14回          | 2019年7月22日  | ファンキー加藤                                                |
| 第15回          | 2019年7月29日  | 松丸亮吾                                                      |
| 第16回          | 2019年8月5日   | LINA                                                          |
| 第17回          | 2019年8月12日  | 西村瑞樹（バイきんぐ）                                        |
| 第18回          | 2019年8月19日  | トム・ブラウン                                                |
| 第19回          | 2019年8月26日  | 馬場ももこ                                                    |
| 第20回          | 2019年9月2日   | みちょぱ                                                      |
| 第21回          | 2019年9月9日   | ファーストサマーウイカ                                        |
| 第22回          | 2019年9月16日  | りゅうちぇる                                                  |
| 第23回          | 2019年9月30日  | 新宿二丁目特別編                                              |
| 第24回          | 2019年10月21日 | 南明奈                                                        |
| 第25回          | 2019年10月28日 | 上島竜兵・肥後克広（ダチョウ倶楽部） 安田和博（デンジャラス） |
| 第26回          | 2019年11月4日  | ダイアン                                                      |
| 第27回          | 2019年11月11日 | MEGUMI                                                        |
| 第28回          | 2019年11月18日 | りんごちゃん                                                  |
| 第29回          | 2019年11月25日 | 林家たま平                                                    |
| 第30回          | 2019年12月2日  | 和泉元彌                                                      |
| 第31回          | 2019年12月9日  | 岡副麻希                                                      |
| 第32回          | 2019年12月16日 | EXIT                                                          |
| 第33回          | 2019年12月23日 | ギャル曽根                                                    |
| 第34回          | 2020年1月13日  | 山崎弘也（アンタッチャブル）                                  |
| 第36回          | 2020年1月20日  | ダレノガレ明美                                                |
| 第37回          | 2020年1月27日  | ミキ                                                          |
| 第38回          | 2020年2月3日   | ぺこぱ                                                        |
| 第39回          | 2020年2月10日  | 若槻千夏                                                      |
| 第40回          | 2020年2月17日  | 高橋真麻                                                      |
| 第41回          | 2020年2月24日  | アンガールズ                                                  |
| 第42回          | 2020年3月2日   | LISA（m-flo）                                                 |
| 第43回          | 2020年3月9日   | ガンバレルーヤ                                                |
| 第44回          | 2020年3月16日  | FUJIWARA                                                      |
| 第45回 (最終回) | 2020年3月23日  | 狩野英孝                                                      |

## 放送休止
2019年9月23日: バレーボールワールドカップ・女子「日本×アメリカ」中継延長のため。

## スタッフ
- 企画協力：秋元康
- ナレーター：戸部洋子（フジテレビアナウンサー）
- 構成：堀江利幸、大野ケイスケ、鈴木悟史
- TP：児玉洋（フジテレビ）
- TM：橋本雄司
- SW：矢代祐一
- CAM：池田幸弘
- VE：高木稔
- AUD：松本良道
- LT：安藤雄郎、根本進
- 美術P：副島翔太郎（フジテレビ）
- デザイン：永井達也（フジテレビ）
- 大道具制作：裏隠居徹
- 大道具操作：柏木優輝
- アートコーディネーター：椛田学、徳永法子
- アクリル装飾：谷口航平
- 装飾：中川祐花
- メイク：山田かつら
- 編集：小山航平、佐々木春香（※週替わり1名担当）
- MA：泉英理奈
- 音効：佐伯綾乃
- CG：前川陽介（.movs）
- 技術協力：ニユーテレス、fmt、共テレ(共同エディット)
- 美術協力：フジアール
- 編成：江花松樹（フジテレビ）
- 広報：藏内彩季子（フジテレビ、第14回から）
- TK：色摩涼
- デスク：武田志麻
- AP：藤林千絵（U-FIELD）
- ディレクター：新井孝輔（Platform）、地濃愛（U-FIELD）、牛窪真二（Platform）、小澤雄一（U-FIELD）、原田愛花（フジテレビ）
- 演出：佐々木崇人（フジテレビ）、新沢学（U-FIELD）
- プロデューサー：坪井進一郎・情野誠人（以上フジテレビ、情野→第14回から）、上原敏明・杉本美雪・鈴木麻美（以上U-FIELD）、田岸宏一（クロスエイト）
- 制作統括：濱野貴敏（フジテレビ）
- 制作協力：ユーフィールド
- 制作：フジテレビ編成制作局制作センター第二制作室[2]
- 制作著作：フジテレビ

### 過去のスタッフ
- 広報：木場晴香（フジテレビ、第13回まで）
- ディレクター：大家璃子（フジテレビ、第12回まで）

## ネット局
| 放送対象地域 | 放送局         | 系列           | 放送期間                      | 放送日時                                | 備考       |
| ------------ | -------------- | -------------- | ----------------------------- | --------------------------------------- | ---------- |
| 関東広域圏   | フジテレビ     | フジテレビ系列 | 2019年4月15日 - 2020年3月23日 | 月曜 1:25 - 1:55 （日曜 25:25 - 25:55） | 制作局     |
| 広島県       | テレビ新広島   | フジテレビ系列 | 2019年4月25日 - 2020年4月16日 | 木曜 1:25 - 1:55 （水曜 25:25 - 25:55） | 遅れネット |
| 沖縄県       | 沖縄テレビ放送 | フジテレビ系列 | 2019年5月4日 -                | 土曜 0:55 - 1:25 (金曜 24:55 - 25:25)   | 遅れネット |
| 長野県       | 長野放送       | フジテレビ系列 | 2019年5月14日 -               | 火曜 1:25 - 1:55 （月曜 25:25 - 25:55)  | 遅れネット |
| 福岡県       | テレビ西日本   | フジテレビ系列 | 2019年7月20日 -               | 土曜 2:40 - 3:10 (金曜 26:40 - 27:10)   | 遅れネット |